# Działki (Szerzawy)
Działki – część wsi Szerzawy w Polsce, położona w województwie świętokrzyskim, w powiecie starachowickim, w gminie Pawłów.
W latach 1975–1998 Działki administracyjnie należały do województwa kieleckiego.